# 藍田童黨虐殺少女案
藍田童黨虐殺少女案是2004年在香港發生的一件命案，18歲少女劉美英因為被一群童黨指其態度囂張自大及被「鬼上身」而被童黨欺凌。2004年7月14日晚上，8名童黨成員以各種暴力方式連續凌辱及虐打她10小時致死，事後以硫酸灼屍，並將其屍體丟棄於山澗。約一星期後，一批清潔工人到該山澗附近滅蚊時發現了劉美英的屍體，因而揭發事件。警方先後拘捕及起訴9名年齡介乎13至21歲的涉案青少年，分別控以誤殺、襲擊導致他人身體受傷及阻止合法屍體埋葬罪名；其中1名涉案童黨成員被選為特赦證人，指證各被告。2006年8月25日，香港高等法院裁定其中8名被告罪名成立，當中7名被告判處3至9年有期徒刑，餘下1名則被判入教導所。

## 受害者背景
案中死者劉美英（18歲），暱稱「肥英」、「肥妹」，與家人同住油塘茶果嶺村，自小已開始當義工幫助別人，她於高雷中學讀至中四便輟學，及後到鯉魚門基督教家庭服務處任職旅遊助理，合約為期半年。合約完結後，一直未能覓得合適工作，但亦有在聯合醫院和鄰舍輔導會茶果嶺中心積極地擔任義工，而茶果嶺村的村童指劉美英從前經常會照顧他們，各人都形容她心地善良、有義氣和孝順。她曾參演2001年電影《蘋果咬一口》內的跑龍套。
劉美英身材肥胖，體重達220磅（100），原本她對於自己的體重毫不介懷，不過當時纖體熱潮興起，再加上其偶像鄭欣宜減肥成功，令她甚為羨慕，於是在案發前數月決定積極減肥，惟未見成效。2004年6月底，劉美英與其父發生爭執，加上她想與新認識的朋友一起減肥，故遷到居住於鯉安苑的友人勞嘉寧的寓所暫住，只間中返回茶果嶺村的家中探望父母。

## 案發經過
2004年6月，劉美英因為想與朋友一起減肥而遷居到新認識的女友人勞嘉寧於鯉安苑的寓所居住，過程中結識了其餘涉案童黨成員，並一同玩樂。至7月14日，童黨認為劉美英的行為及態度十分惡劣，例如「扮大家姐」，並覺得他們有被「鬼上身」的情況，故打算教訓她；童黨先後以啞鈴、木棍、拳腳等輪流毆打劉美英，更性侵犯她。經過逾10小時的凌辱及虐打後，劉美英於7月15日早上約9時離世。經商討處理方法後，童黨在7月16日凌晨將劉美英的屍體以手推車及紙箱運往啟田道藍田分科診所旁的山邊溪澗棄屍，並將10多瓶腐蝕性液體澆在屍體上，試圖毀滅其指紋及容貌。

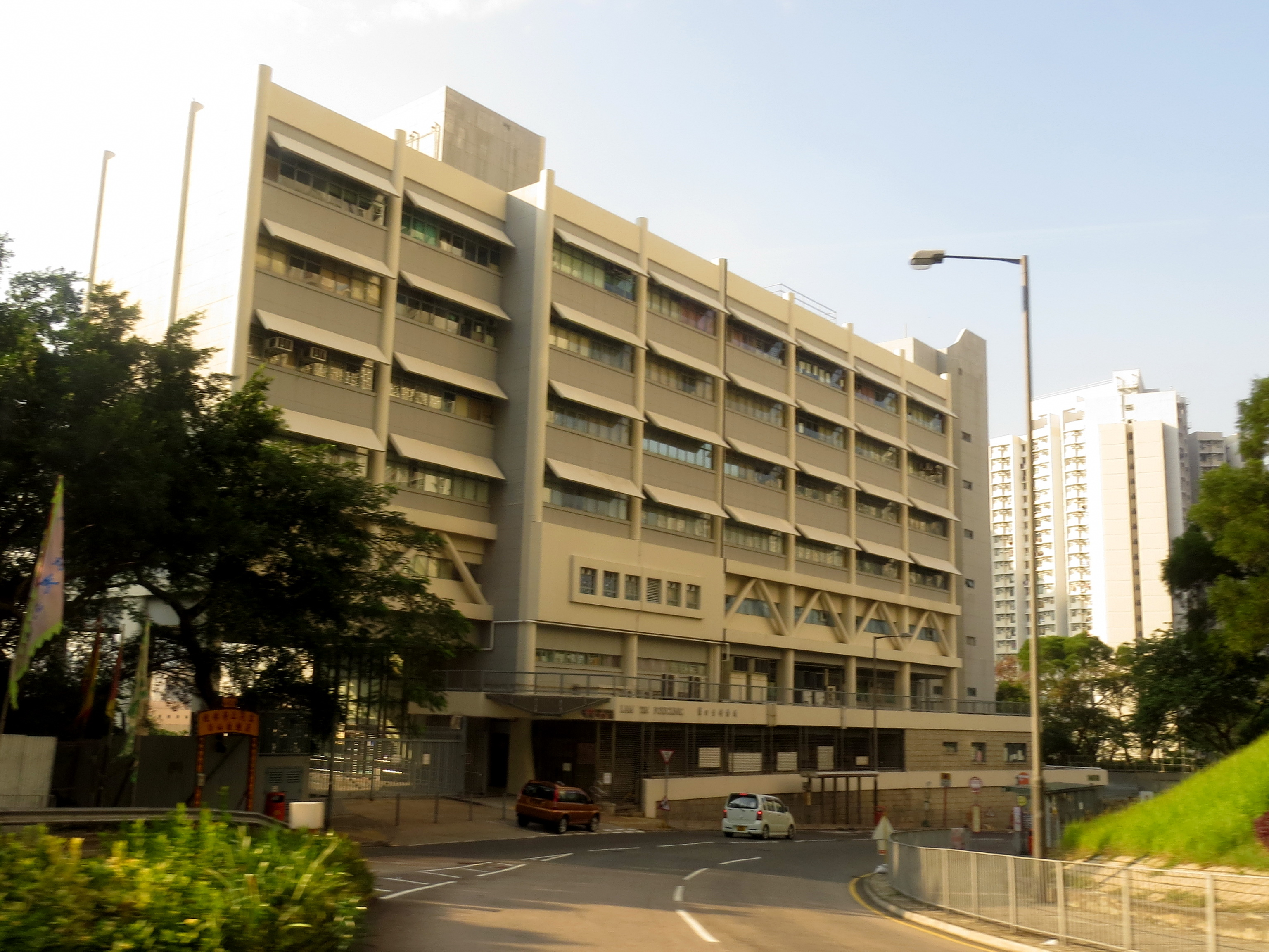
劉美英的屍體被運至藍田分科診所旁的山澗棄屍。該山澗位於通往漢鍾離仙師廟的小徑以下（上圖左下方的橙紅色拱門之內）。

2004年7月22日早上9時左右，食物環境衛生署派遣5名清潔女工前往藍田分科診所旁的山坡進行滅蚊工作，該批清潔工人游繩爬下噴射蚊油時，於距離馬路下方20米的溪澗旁發現一具已嚴重腐爛發脹的女子屍體仰臥在溪水中，受害者當時僅穿著內褲、上身所穿的背心被褪至頸部；女工們立即報警，警方到場，於屍體對上10米的水澗旁找到手推車及棉被，在附近岩石上亦發現了錢包、上衣、長褲、疑用作儲存腐蝕性液體的玻璃瓶及一批相片，錢包內有身份證，證實受害者為劉美英。
由於肇事地點發現有手推車，警方懷疑該處並非第一案發現場，認為有人將劉美英的屍體用手推車移屍到上址，然後推下山坑溪澗。於是探員分別向劉美英的家人及朋友查問其日常生活情況，結果發現她自從於6月底認識了新朋友後，離家到新朋友的住所居住，最後一次與家人見面為7月3日回茶果嶺村的家中與父母吃飯，之後一去不返。警方決定調查與劉美英來往甚密的多名青少年。7月23日，警方查看鯉逸閣的閉路電視錄影，發現有一群青少年在凌晨時分用手推車將一個紙箱運離大廈，過了一會他們再次返回大廈時，則不見了該手推車及紙箱；而根據鯉安苑保安員的口供，在7月16日黎明前，曾看到案中數名被告從該屋苑推走一輛盛載著大紙箱的手推車，相信為搬運屍體的過程。7月23日至30日，警方先後在觀塘區內拘捕13人，年齡介乎13至21歲，均為失業失學、有吸毒習慣的青少年，平日在區內游手好閒及到處生事。部分被捕青少年已在口供中對棄屍行為作招認。警方到案發單位搜證時，檢獲超過80個血液DNA樣本和40多個指紋樣本，並有曾經清理過的痕跡。

## 審訊
2004年7月26日、30日、8月27日及2005年1月14日，警方決定先初步以謀殺罪控告6男4女、共10名青少年，案件於觀塘裁判法院提堂。控罪指10名被告於2004年7月15日在鯉安苑鯉逸閣一單位內謀殺女子劉美英，控方指出，受害者劉美英的屍體於7月22日早上約9時被發現倒斃在藍田分科診所附近的山澗，警方在附近不但找到其私人物品，亦有些相信是用作棄屍的工具。警誡供詞指出曾有6名被告於7月16日凌晨3時許，合力將劉美英的屍體運往山澗並丟棄在該處，其中4人棄屍後乘搭計程車離去。（聆訊案件編號：KTCC 5750/2004）
2006年6月1日，此案於香港高等法院開審，起訴9人，包括杜振宇、黃經緯、潘浩蔚、李毅朗、林偉世、勞嘉寧（女）、吳翱顯、顏浩添及謝子偉，各人分別被控告謀殺、對他人身體加以嚴重傷害及阻止合法埋葬3項罪名，各被告均否認控罪。而一名涉案的15歲梁姓少年被控方選為特赦證人，指證眾被告。案情指，案件發生在鯉安苑鯉逸閣1303室，即第6被告勞嘉寧的住所。2004年7月22日，有人於藍田分科診所附近的山澗發現劉美英的屍體及財物。由於當時屍體已腐化和曾被潑灑腐蝕性液體，看不到有任何內、外傷，因此法醫無法確定其死因，但根據各人的警誡供詞，相信毆打是主要的致死原因，並相信她於7月15日已死亡。（案件編號：HCCC 108/2005 & 194/2005）

### 被告供詞
開案陳詞指出部分被告曾對警方聲稱，童黨在案發約1個月前曾一起去大嶼山燒烤，但懷疑在當時招惹了鬼魂，所以自此之後他們便認為不斷地被鬼魂纏繞。

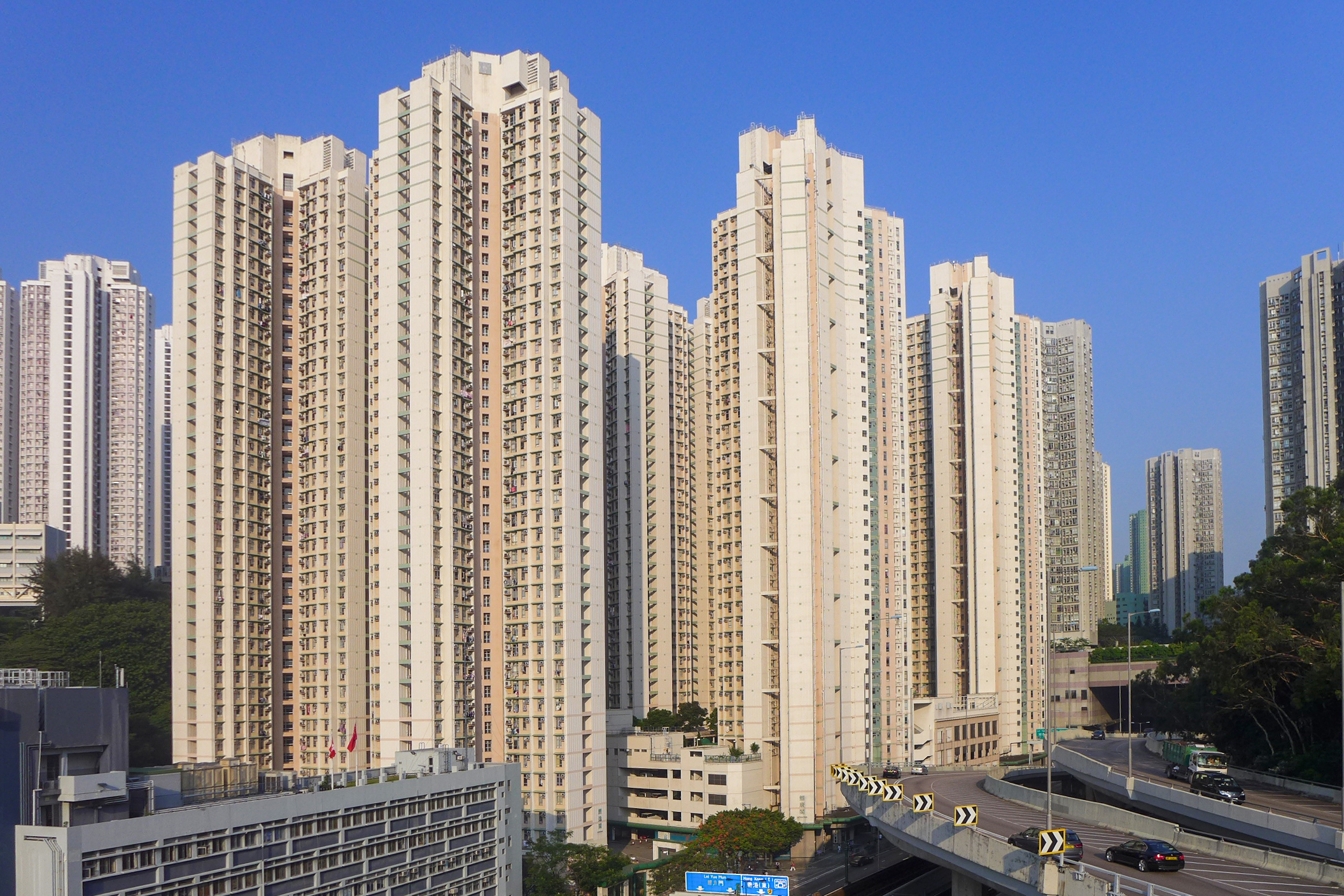
案發單位所在的鯉逸閣為上圖觀塘警署正右方的樓宇。

首被告杜振宇的警誡供詞稱，案發前一個月，童黨在朋友的介紹下認識了劉美英，並邀其一起到案發單位玩樂，本來也相安無事，但杜振宇供稱劉美英後來如「失了常」一樣，除了曾稱「撞鬼」，又會偷竊童黨眾人的財物，因此被捕前半個月已有對她施暴約5至10分鐘，好讓她承認自己有盜竊，隨後被次被告黃經緯阻止。2004年7月14日，杜振宇得知第3被告潘浩蔚及第7被告吳翱顯因認為劉美英在「扮大家姐」，對她感到不屑而想要打她，之後多名被告加入亦加入毆打，而杜振宇曾勸止他們，但經討論後又覺得劉美英沒有悔改，便繼續毆打她至承認偷了杜振宇的手機。及後杜振宇離開毆打前往睡覺，至7月15日清晨5時許，他在睡夢中被叫醒，黃經緯告知他劉美英已被打得奄奄一息。後來有人提議以硫酸灼屍，希望令屍體的外貌無法辨識，經眾人商議後，童黨決定購買腐蝕性液體溶掉劉美英，並於當天合資購買10多瓶腐蝕性液體，先把劉美英毀容再放進在啟田邨取得的紙箱及手推車內運走丟棄；但杜振宇稱當時劉美英的呼吸時有時無、心跳微弱，不確定她是否已死去。主控官認為杜振宇的供詞十分奇怪。
黃經緯的口供指，劉美英在與童黨一起燒烤後便開始出現失常的情況，例如自稱被鬼纏，又指有人想殺她，她即將會死，又有說想自殺。直到7月15日事發當晚，劉美英突然發狂，並說想要殺人，然後便緊掐著第5被告林偉世的頸部不放，導致林偉世無法呼吸，童黨為了制止劉美英，便將她拉到後樓梯毆打，好讓她鬆開手。黃經緯又指出，當晚杜振宇被1隻「女鬼」附身，突然變了女聲後表示討厭劉美英及覺得被她威脅，故指示童黨毆打她，於是眾人聽從指示向她施暴，杜振宇同時又對劉美英說童黨眾人都很不喜歡她。劉美英被童黨凌虐了一段時間後，該附身的「女鬼」認為她還未被教訓夠，故又命令童黨繼續毆打她，劉美英後來不支暈倒。眾人之後則前往睡覺，至翌日發現劉美英已死亡，該「女鬼」便指示童黨以紙箱裝著其屍體並運走丟棄。
潘浩蔚的口供亦有提及到，燒烤後招惹了1隻紅衣鬼及1隻黑衣鬼。案發當晚，杜振宇及勞嘉寧分別被「女鬼」及「黑衣鬼」附身。除了杜振宇及勞嘉寧外，劉美英亦遭到「鬼上身」，因此能得到「鬼」的保護，即使童黨暴打劉美英，她也沒表示覺得痛，但有時又會面露痛楚並要求他們停止。當時的杜振宇指3天前曾教訓過劉美英，但她沒有悔改，所以要在當晚令她流血，被附身的杜振宇及勞嘉寧隨即掌摑及毆打她，二人將劉美英的身體打至「嘭嘭聲」，杜振宇更要求在場童黨加入施襲。潘浩蔚續稱有1隻「鬼」當晚挑選了他和吳翱顯，並逼使劉美英替他們口交。稍後童黨發現劉美英被打至失去知覺、沒有呼吸，「女鬼」便命令眾人按照其吩咐處理劉美英的屍體，否則會跟她落得同樣下場。儘管童黨未能確定她是否死亡，仍將她棄置於山澗，並澆上腐蝕性液體試圖毀滅其容貌及眾人的指紋。完成棄屍離開現場後，各童黨成員繼續若無其事地玩樂。

### 證人作供

#### 特赦證人
被控方選為特赦證人的梁姓少年（暱稱「雞髀」）作供透露，其本人及案中各被告較早前均已經常到案發單位玩樂及暫住，到後來劉美英亦加入到該單位玩樂，童黨各人以杜振宇為首。2004年7月11日，杜振宇已有指使潘浩蔚毆打劉美英，其後其餘被告亦加入毆打，期間曾有使用木棍等武器，歷時約20至25分鐘，之後稍作停止後又再打，如是者毆打劉美英數次。她之後被童黨要求在3日內改善其態度。
7月14日，除了其中2名被告李毅朗及顏浩添不在案發單位之外，其餘童黨及「雞髀」在杜振宇的指示下，在晚上9時至7月15日早上8時，以拳腳和木棍輪流毆打劉美英至其倒地，因童黨認為她不知悔改、態度仍沒有改善過。之後杜振宇掌摑、踐踏及拳打她，又用頭部撞劉美英的頭；勞嘉寧亦有掌摑、踐踏及以手肘攻擊劉美英。至晚上10時，勞嘉寧與杜振宇一起到單位的房間內休息直到凌晨時分，之後兩人出來指示其他被告把劉美英扶起，然後杜振宇用啞鈴擊打其胸膛及腹部，勞嘉寧則使用指甲爪劉美英的手部和肚子，劉美英最後不支倒地，兩人之後更把其衣服撕破，令她赤裸地躺在地上，「雞髀」稱勞嘉寧的眼神顯得異常。至凌晨4時左右，林偉世在廚房取出一隻湯匙，並插進劉美英的陰部。之後杜振宇命令其餘童黨成員投票選出其中2人與劉美英發生性行為，眾人最終選出潘浩蔚和吳翱顯，但二人均拒絕，所以決定強迫劉美英為二人口交。後來有人為劉美英穿回衣服，但杜振宇又再次掌摑她，並將她的頭部撞向玻璃櫃。當晚童黨斷斷續續多次以各種暴力方式虐打劉美英10小時，每次歷時約20分鐘，「雞髀」形容當是基本上把劉美英當成沙包，亦指她的面容顯得痛苦，雙眼被打得瘀青，流出鼻血，手臂及腹部有紅印，身上滿是瘀傷。
童黨在7月15日早上外出吃完早餐後發現劉美英呼吸、心跳微弱及沒有反應。於是「雞髀」運用在學校學到的急救知識，把耳朵貼在其胸口聽心跳及為她把脈、林偉世再將CD放在劉美英的口上，並發現CD上沒有霧氣、吳翱顯曾施行心肺復蘇約半小時，但救不了，劉美英最終傷重不治。「雞髀」表示童黨當時並沒想過要打死劉美英，認為她肥胖的身材應該能夠受得住毆打。事後童黨各人並沒有很害怕，且立即將劉美英身處的客廳冷氣調大，好讓其屍體不會在短時間內腐爛發臭。同一時間童黨則躲在房間內商討如何處理，並決定按照杜振宇的指示處理劉美英的屍體，於白天一同合資出外購買大量硫酸。7月16日凌晨約4時，童黨將屍體放在一個24吋電視機紙箱內，再由林偉世、吳翱顯及「雞髀」用手推車從案發單位運走，搬運途中他們遇到大廈的保安員詢問目的，3人回答說打算將垃圾推往垃圾站。順利將劉美英的屍體運到山澗後，童黨將10多瓶硫酸澆在她身上，使得她的面容難以辯認，並將其屍體棄於該處。控方形容毆打「令人毛骨悚然」，不明白為何會在一群朋友中選中一名少女，再被他們被有系統地毆打一夜致死。

#### 受害者家屬
劉美英的母親出庭作供，指其女兒在2004年6月提出要搬到「鯉安苑的兩姊妹」家中減肥，並帶了「妹妹」（應為勞嘉寧）到其工作的地方找她，以說服她。她表示「妺妹」看上去斯斯文文的，亦有對她有禮貌，不認為「妺妹」是個壞女孩，因此沒有阻止劉美英搬到「妹妹」家中暫住，她亦不知道「妹妹」住所的確實地址。此外，劉美英的母親指出自從劉美英搬走後，致電其手提電話一直會轉駁到留言信箱，直到案發前約兩星期，其大女兒才碰見劉美英，並著她回家，但劉美英只回家喝了碗湯便離開，當時其母親已留意到她手臂上有好幾個瘀青，初時劉美英只是一笑帶過，到後期才說因玩遊戲輸了才被別人捏，讓母親不必緊張；同時指有一天與朋友到大嶼山燒烤時看見很多「影子」，之後鯉安苑的兩姊妹經常拍牆，認為她們「撞邪」了，於是劉美英的父親安排女兒與兩姊妹翌日見神打師傅，惟當天劉美英因爲忘記起床而失約，而驅邪事情也不了了之。她離家後便一去不返。

## 判決
2006年8月2日，由4男5女組成的陪審團退庭商議2日1夜，並於8月3日下午約6時大比數裁定全部被告謀殺罪名不成立，但當中6名被告誤殺交替罪成，而原本被控以對他人身體加以嚴重傷害罪的6名被告，亦被裁定控罪較輕的襲擊他人身體罪成。被定罪8名的被告會繼續還押至判刑當天。此外，案中年紀最輕的第9被告謝子偉則裁定全部罪名不成立，獲當庭釋放。
2006年8月25日，8名被告接受判刑。主審法官包鍾倩薇形容案件是一齣悲劇，相信眾被告是受制於杜振宇的影響下犯案，當時也不是要蓄意嚴重傷害受害者劉美英，但他們恃著「人多蝦人少」，最終令劉美英喪命，而事後又有計劃地棄屍，以妨礙警方調查，但法官闡明不會因此向杜振宇加刑。審訊中曾提及劉美英曾為其中兩名被告口交，法官接納辯方解釋，認為此性侵犯與控罪無關，只顯示各人於不情願的情況下，仍須聽從首被告的指示。法官表示已仔細考慮8名被告參與虐打的不同程度、各被告的年齡、案底記錄、受審時的態度及部分被告欲擔任控方證人等求情因素，並接納除首被告外的其餘7名被告求情。同時法官亦稱「已盡量仁慈地考慮刑罰」，因此襲擊傷人罪以入獄1年半為起點，誤殺罪判處9年，妨礙合法埋屍罪則以4年為判刑起點。由於部份被告曾提出認罪，但遭控方拒絕，因此獲得扣減刑期15至30%，不過仍然決定判處其中7人入獄。
7男1女被告分別為杜振宇、黃經緯、潘浩蔚、李毅朗、林偉世、勞嘉寧、吳翱顯及顏浩添，各人分別判誤殺罪、襲擊導致他人身體受傷害罪及阻止屍體合法埋葬罪。法官包鍾倩薇裁定，除了其中年紀最輕的顏浩添被判入教導所外，其餘均被判入獄，刑期3至9年不等。

### 被告列表
| 被告次序 | 姓名     | 暱稱   | 案發年齡 | 犯案紀錄                                                                                 | 控罪                                                                                            | 裁決                       | 備註                                                                |
| 1        | 杜振宇   | Toby   | 21       | 有黑社會「福義興」背景 1999年因搶劫被判感化 2000年曾2次售賣翻版 2000年因藏毒被判入戒毒所 | 對他人身體加以嚴重傷害、謀殺及阻止合法埋葬 後改為：誤殺、襲擊導致他人身體受傷及阻止屍體合法埋葬 | 監禁9年                    | 為童黨的首腦 案發時為勞嘉寧的男朋友 於2015年干犯爆竊罪再次入獄28個月  |
| 2        | 黃經緯   | 經緯   | 18       | 2003年曾被判感化                                                                         | 對他人身體加以嚴重傷害、謀殺及阻止合法埋葬 後改為：誤殺、襲擊導致他人身體受傷及阻止合法埋葬     | 監禁9年                    | 於2008年上訴，後獲減刑至監禁8年                                     |
| 3        | 潘浩蔚   | 番薯   | 15       | 2004年因襲擊罪被判監                                                                     | 對他人身體加以嚴重傷害、謀殺及阻止屍體合法埋葬 後改為：誤殺、襲擊導致他人身體受傷及阻止合法埋葬 | 監禁5年9個月               | 受害者遭強迫替他口交 出獄後於2016年因藏毒而再次入獄3年6個月         |
| 4        | 李毅朗   | 阿朗   | 15       | /                                                                                        | 對他人身體加以嚴重傷害及阻止合法埋葬 後改為：襲擊導致他人身體受傷及阻止屍體合法埋葬             | 監禁3年                    | 童黨毆打受害者時不在場                                              |
| 5        | 林偉世   | 阿細   | 14       | 2004年因高買被判罰款 2004年因與未成年少女發生性行為被緩刑3個月                           | 對他人身體加以嚴重傷害、謀殺及阻止屍體合法埋葬 後改為：誤殺、襲擊導致他人身體受傷及阻止合法埋葬 | 監禁6年4個月               | 出獄後於2009年因襲擊主控官而再次入獄10年 2018年因販毒而再入獄28個月 |
| 6        | 勞嘉寧   | 大Ling | 15       | /                                                                                        | 謀殺 後改為：誤殺                                                                               | 監禁4年6個月               | 唯一女被告 案發時為杜振宇的女朋友                                   |
| 7        | 吳翱顯   | 阿顯   | 18       | /                                                                                        | 謀殺及阻止合法埋葬 後改為：誤殺及阻止屍體合法埋葬                                               | 監禁5年6個月               | 受害者遭強迫替他口交                                                |
| 8        | 顏浩添   |        | 14       | /                                                                                        | 對他人身體加以嚴重傷害 後改為：襲擊導致他人身體受傷                                             | 判入教導所                 | 童黨毆打受害者時不在場                                              |
| 9        | 謝子偉   |        | 13       | /                                                                                        | 謀殺 後改為：不起訴                                                                             | 當庭釋放                   | 已於2007年自殺身亡                                                  |
| 特赦證人 | 梁姓少年 | 雞髀   | 13       | /                                                                                        | /                                                                                               | 被選為特赦證人，沒有被起訴 |                                                                     |

## 各界反應
警務處東九龍總區刑事總部主管胡超峰於宣判後勸籲年輕人要珍惜生命，凡事都要想清楚後果，並希望童黨各人有真的後悔過。胡超峰又闡釋警方在調查時的困難之處，指法醫在一開始無法找出受害人的死因，不知道她是被人打死或自己摔死，故最初無法得知案件的類型。但警方破案迅速，只憑受害人家屬提供的資料，能夠於3天內已掌握到初步證據及陸續拘捕起訴涉案童黨。胡超峰又稱，案件欠缺獨立證人，所有被捕人士均涉及案件，各人甚至互相串通口供，後來警方查看各人所居住大廈的閉路電視時，才發現他們有以手推車搬運屍體的行為，同時又在案發單位內發現血漬，因此要分開盤問各人，逐一擊破各人串通口供時的謊言。另外，負責調查此案件的東九龍刑事總部重案組第三隊總督察江少榮認為此案是1997年秀茂坪童黨燒屍案的翻版。他相信，受害人其實早已被童黨鎖定為欺凌目標，覺得受害人被凌虐的過程令人深感難受。他同時指出部分被告在供詞上提及的「撞鬼」一事，根本是案中主腦杜振宇想利用鬼神之說控制童黨成員的心理，藉此令他們犯案。
受害者家屬表示不滿判刑結果，覺得刑罰太輕，難以接受。但他們認為涉案童黨成員根本不會懺悔，即使上訴或重判也無補於事，並希望童黨一生也逃不過良心的責備。另一方面，童黨家屬則認為刑罰稍有過重。杜振宇的家人對於其行為感到失望但包容，並表示他「已經承認自己的錯誤和接受了應有的懲罰」。而黃經緯的母親聽取判決後在法庭外嚎哭，認為刑罰過重，稱：「他的年紀這麼小，又不是打很多」。勞嘉寧的父親認為此案「全因小朋友貪玩、幼稚而不小心玩過頭」，並認為其女兒已經知錯，希望女兒經歷是次事件後重新做人。此外，他是案發單位的業主，因此在案發後已將單位賣回香港房屋委員會，並為劉美英打齋超渡。
在網上討論區中，大部分網民不滿判刑，認為童黨殘暴地虐待受害者也只是入獄9年，刑罰完全不足夠。亦有網民認為部分童黨成員已有案底，之前理應好好反省，重新開始，但他們仍然犯下大錯，不應再給予更多機會。同時有網民對於童黨的態度感到憤怒，指他們庭上仍然嬉皮笑脸，明顯是不知悔改。
此案件被改編成數篇作品，包括2007年亞洲電視劇集《香港奇案實錄》的「死亡日記」單元；2008年由香港歌手林二汶編寫出版的圖文集《肥妹與脂脂肪肪》。

### 分析
香港城市大學犯罪學課程主任黃成榮形容童黨各人的行為相當沒人性，判刑明顯過輕，覺得眾被告可謂很幸運。他警告所有年輕人做事前要三思，遠離損友，以免鑄成大錯。他指童黨的成員一般都缺乏家庭溫暖，亦欠缺正常社交活動，青少年為取得另類成功感，便容易被群黨吸納，例如首被告杜振宇因缺乏父母管教而誤入歧途；第6被告勞嘉寧則受到電影及漫畫等媒體的暴力情節渲染而犯案。黃成榮認為社會需要盡快增撥資源解決青少年問題，以遏止童黨罪案數量上升趨勢，維持香港的安全處境，例如政府應增加駐校社工人數和關注社會上漸漸出現的有親子溝通障礙的家庭，盡早提供協助。此外，香港小童群益會的觀塘區註冊社工陳慧敏指出了青少年犯罪的心態，指他們十分受到群眾壓力的影響。先是一部分童黨成員想要稍微教训一下受害者，而其餘人又很怕成為第二名受害者，因此會跟著成員一起向受害者施暴，不顧後果，之後犯下大錯後就掩飾事件，導致結果更為嚴重。陳慧敏亦認為家長須與子女多加溝通及支持，好讓他們不容易受到損友的唆使。
香港中文大學醫學院精神學系教授李誠對於童黨群毆受害者，認為是朋輩相互影響下形成了火上加油的局面，他們會覺得毆打得越暴力、想到更豐富的殘暴方式折磨受害者便會在朋輩面前顯得越威風，令其行為越趨過份。此外，李誠亦表示近年肥胖在社會中演變成了不合潮流的象徵，他們無法融入朋輩的樣貌身材類別，因此會不斷改變自己的心理，轉為以其他行為去補救身體缺陷，例如「扮大家姐」照顧其他人或以樂觀的形象逗其他人開心。李誠指家長在面對過胖的孩子時，應自小培養其多方面發展，令他們在其他領域上有出色的表現，用以抵禦因體形造成的心理缺憾。

## 後續
於2007年10月22日，謝子偉因為感情問題或對案件的愧疚而跳樓自殺身亡。

### 林偉世襲擊主控官案
林偉世於2009年2月刑滿出獄。到了10月中旬，有一名屬於一宗詐騙案被告的朋友向有黑社會背景的林偉世及其另外6名朋友買兇，讓他們去區域法院門外襲擊負責審理詐騙案的主控官葉祖耀。10月27日下午1時，林偉世等人向葉祖耀潑灑混有腐蝕性液體的墨水，導致葉祖耀受傷，詐騙案的審訊也因此延期，至12月21日，林偉世等人被警方拘捕。2011年3月31日，林偉世被判意圖使他人身體受嚴重傷害及意圖妨礙司法公正罪成，監禁10年。（案件編號：HCCC 144/2010）
2016年，林偉世再次出獄。惟在2018年1月8日，林偉世購買了數克氯胺酮和可卡因，在運送過程中被巡邏的警員發現，因而再被拘捕，並於2018年10月26日被判處販運危險藥物罪成，監禁28個月。（案件編號：DCCC 294/2018）

### 杜振宇爆竊小學案
2014年11月，杜振宇與朋友2度爆竊油蔴地街坊會學校，共盜竊了8部筆記型電腦及現金2,600元，學校職員發現有被爆竊的痕跡，並在閉路電視片段發現杜振宇身影，因此報警。杜振宇再次被拘捕，於2015年3月6日被判爆竊罪名成立，監禁28個月。（案件編號：DCCC 57/2015）

### 潘浩蔚藏毒案
2016年3月16日，警員在藍田啟田邨巡邏時，發覺正在回家的潘浩蔚形跡可疑，遂搜查其住所，並在睡房裡檢獲50多克氯胺酮及用作分銷的工具，因此拘捕潘浩蔚。9月22日，潘浩蔚被判販運危險藥物罪成，監禁3年6個月。（案件編號：DCCC 461/2016）

## 注解
1. ↑  意思為：態度嚣张自大，把自己當成是大姐头
2. ↑  意思為：被鬼附身
3. ↑  意思為：見鬼
4. ↑  尤如被「鬼上身」的眼神
5. ↑  意思為：仗著人數多而欺負人
6. ↑  其遺書有提及『「阿英」經常回來找他』而自殺，「阿英」可能是其女友或劉美英（殺害劉美英後出現心理陰影）。

## 外部連結
- HKSAR v. WONG KING WAI（页面存档备份，存于）（上訴法庭判詞）
- 山寨探案實錄：童黨虐殺 淋鏹毀屍棄山澗 上集 （页面存档备份，存于）、中集 （页面存档备份，存于）、下集 （页面存档备份，存于）